# Petros Papaioannou
Petros Papaioannou (griechisch Πέτρος Παπαϊωάννου, * 22. April 2003) ist ein griechischer Leichtathlet, der sich auf den Mittelstreckenlauf spezialisiert hat.

## Sportliche Laufbahn
Erste internationale Erfahrungen sammelte Petros Papaioannou im Jahr 2021, als er bei den U20-Balkan-Meisterschaften in Istanbul in 3:53,34 min die Bronzemedaille im 1500-Meter-Lauf gewann. Im Dezember gelangte er dann bei den Crosslauf-Europameisterschaften in Dublin nach 19:50 min auf den 71. Platz im U20-Rennen. Im Jahr darauf siegte er in 3:54,88 min über 1500 Meter bei den U20-Balkan-Hallenmeisterschaften in Belgrad und im Dezember kam er bei den Crosslauf-EM in Turin im U20-Rennen nicht ins Ziel. 2023 belegte er bei den U23-Mittelmeer-Hallenmeisterschaften in Valencia in 3:59,89 min den sechsten Platz über 1500 Meter und im Jahr darauf gewann er bei den Freiluft-U23-Mittelmeer-Meisterschaften in Ismailia in 1:49,19 min die Bronzemedaille im 800-Meter-Lauf hinter den Türken Ömer Faruk Bozdağ und Mevlüt Aras. 2025 klassierte er sich dann bei den Balkan-Hallenmeisterschaften in Belgrad mit 1:51,29 min auf dem siebten Platz über 800 Meter.
In den Jahren von 2022 bis 2024 wurde Papaioannou griechischer Meister im 1500-Meter-Lauf. 

## Persönliche Bestleistungen
- 800 Meter: 1:48,56 min, 12. Mai 2024 in Kalamata
  - 800 Meter (Halle): 1:49,60 min, 25. Januar 2025 in Apeldoorn
- 1500 Meter: 3:47,10 min, 29. Juni 2024 in Volos
  - 1500 Meter (Halle): 3:49,52 min, 11. Februar 2023 in Piräus